# Asplundia brachypus
Asplundia brachypus är en enhjärtbladig växtart som först beskrevs av Carl Georg Oscar Drude, och fick sitt nu gällande namn av Gunnar Wilhelm Harling. Asplundia brachypus ingår i släktet Asplundia och familjen Cyclanthaceae. Inga underarter finns listade.